# Smith & Wesson Model 500
Smith & Wesson Model 500 — американський револьвер барабанного типу, розроблений збройової компанією Smith & Wesson в 2003 році. Призначений для полювання на велику дичину на кшталт ведмедя грізлі.

## Розробка
Револьвер Model 500 був вперше продемонстрований творцями в 2003 році на найбільшій у світі виставці обладнання і спорядження The Shooting, Hunting, Outdoor Trade Show. Модель була розроблена на основі рами X-Frame, щоб реалізувати каркас подвійної дії, який міг би витримати дульну енергію і тиск, створювані набоєм .500 S&W Magnum. Model 500 був визнаний одним з найпотужніших револьверів, що випускаються з 2003 року. Компанія Smith & Wesson позиціонувала М500 під гаслом «найпотужніший пістолет в світі».
Блокування здійснюється центральним штифтом в задній частині циліндра ствола і засувки на рамі. У конструкції були задіяні прогумована рукоятка, використання переднього балансу і дулового компенсатора. У моделі Performance Center компенсатор був замінений на дулове гальмо. Таким чином вдосконалена конструкція вогнепальної зброї допомагає протидіяти віддачі при пострілі.

## Застосування
Поряд з іншими пістолетами великого калібру, Model 500 використовується для полювання і занять спортом. Потужні набої дозволяють полювати навіть на великих африканських звірів.
У 2004 році на Африканських іграх проводилися змагання з використанням цього револьвера.
Ведучий передач на тематику зброї Р. Лі Ермі, випробувавши револьвер на стрільбищі, порівняв віддачу з ударом Майка Тайсона.

## Варіанти виконання
Для револьвера були виконані наступні модифікації:
- Model 500ES: 2.75-дюймовий ствол (51 мм) (випуск припинений з грудня 2009 року)
- Model 500: 4-дюймовий ствол (102 мм) з двома дуловим компенсаторами
- Model 500: 6.5- дюймовий ствол (152 мм) з одним дуловим компенсатором
- Model 500: 7.5-дюймовий ствол (178 мм) з дуловим гальмом
- Model 500: 8.38-дюймовий ствол (203 мм) зі сталевим корпусом
- Model 500 HI-VIZ: 8.38-дюймовий ствол з нержавіючої сталі зі змінним компенсатором

Компанія Smith & Wesson надавала своїм покупцям можливість зібрати версію моделі під замовлення з обмеженням партії не менше 500 одиниць. Наприклад, була зібрана комплектація «John Ross Performance Center 5» під набої .500 S&W Magnum з 5-дюймовим стволом (127 мм), з зовнішнім дуловим гальмом замість компенсатора і планкою типу Пікатіні.

## Тактико-технічні характеристики
- Ємність барабану: 5 набоїв
- Маса: від 1.59 до 2.26 кг
- Початкова швидкість кулі: приблизно 632 м/с
- Прицільна дальність: 50 м
- Максимальна дальність стрільби: 100 м

## У масовій культурі

### В кінематографі
- Повернення героя

### У відеоіграх
- Resident Evil 5 — у грі можливе збільшення ємності барабану до 6 набоїв.
- Resident Evil 6
- Killing Floor 2 — зброя перків Снайпер і Стрілець (останній може використовувати парні револьвери).

## Галерея

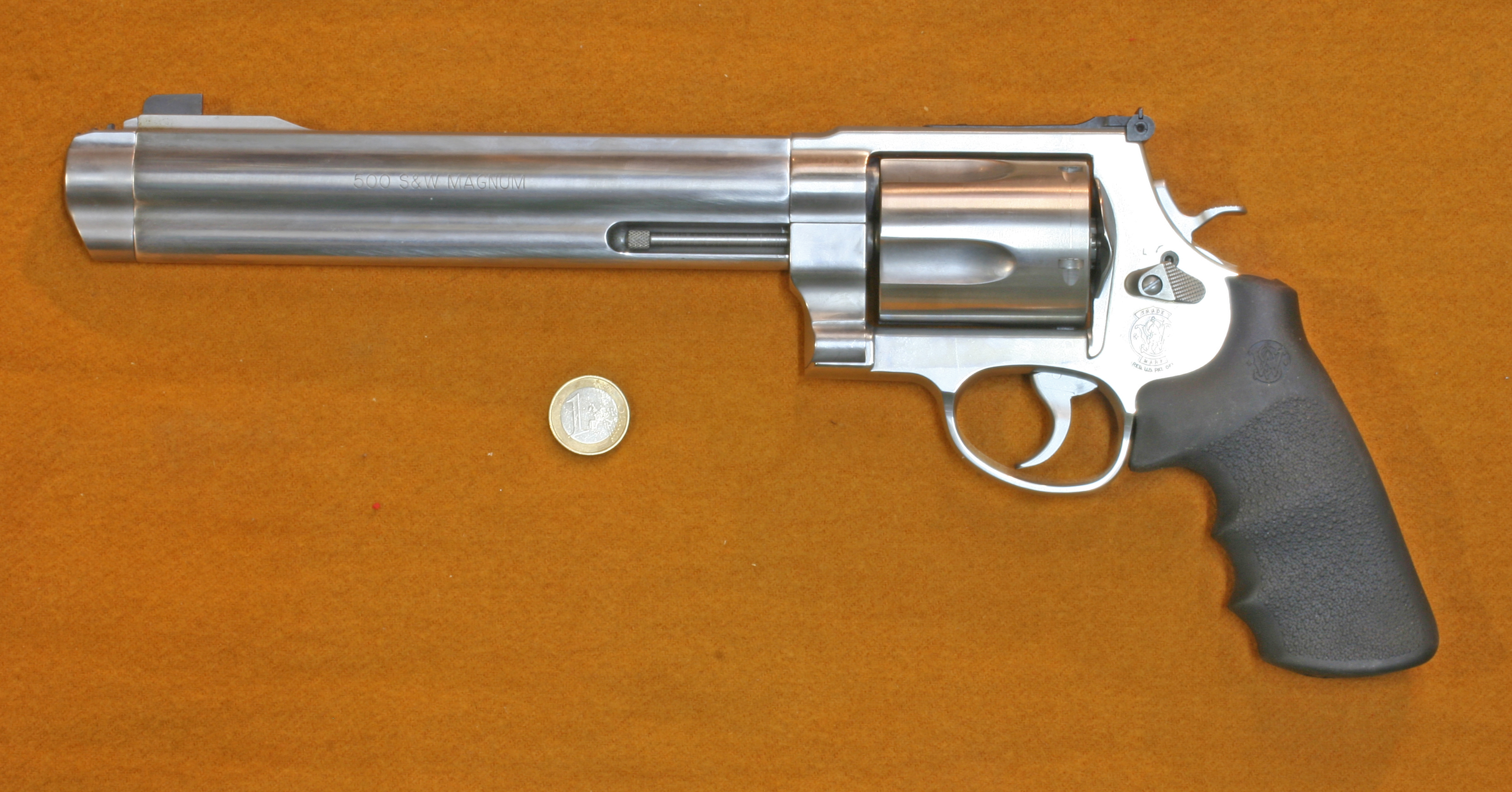
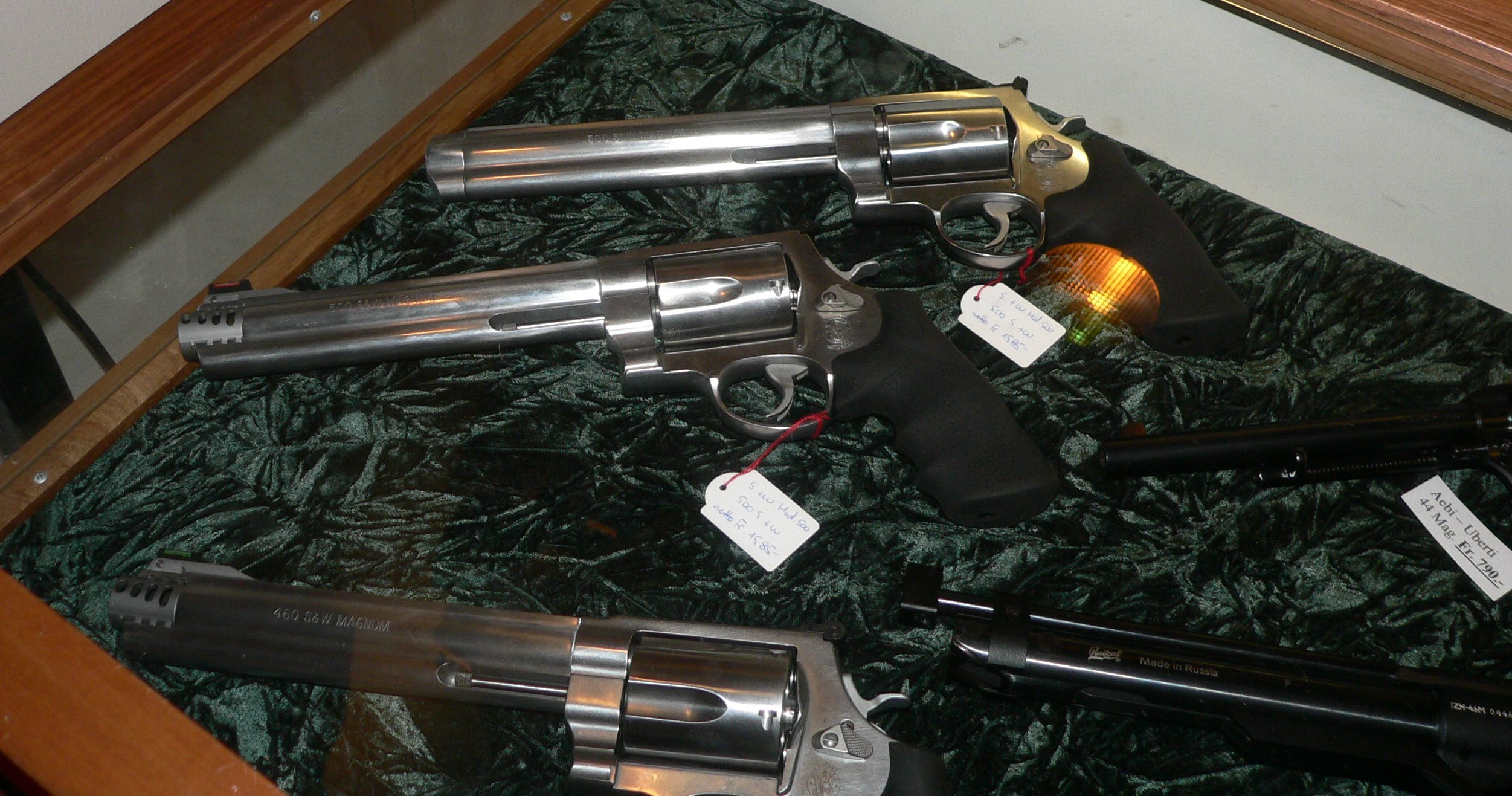
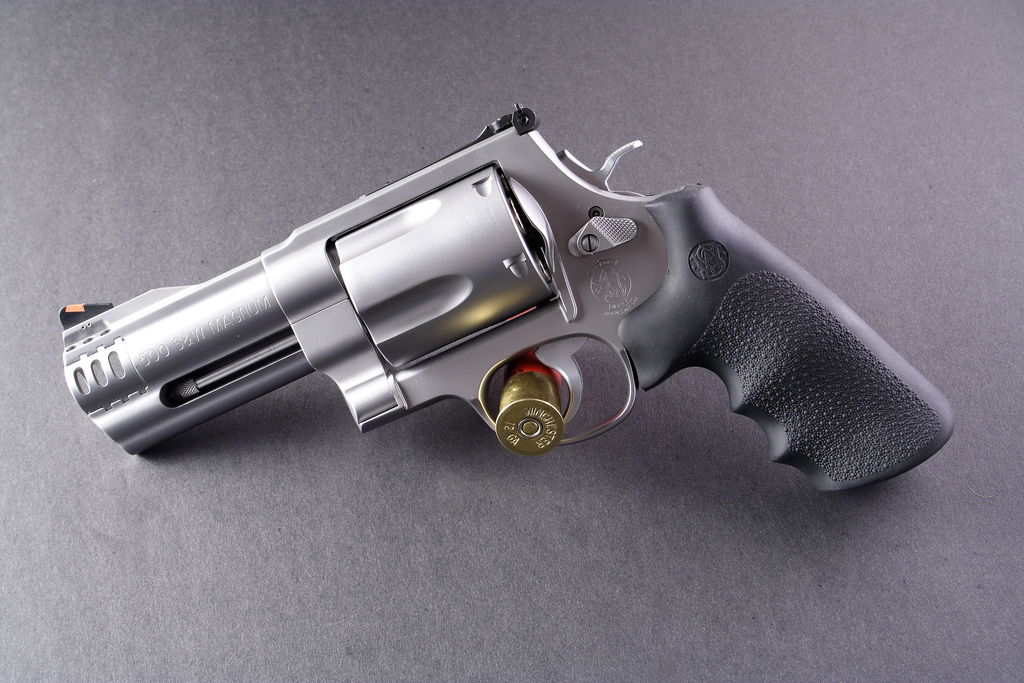
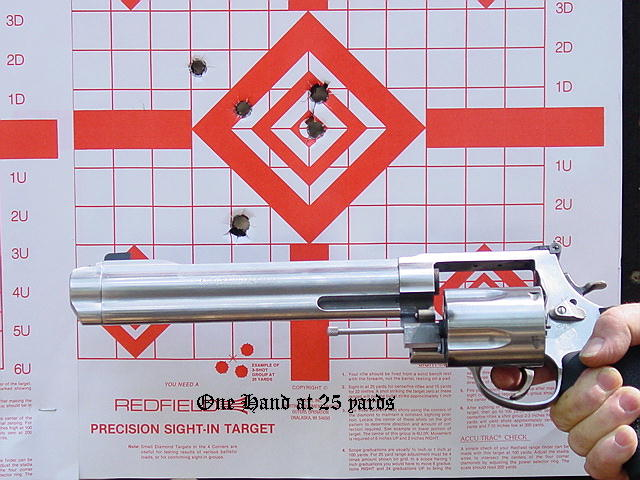
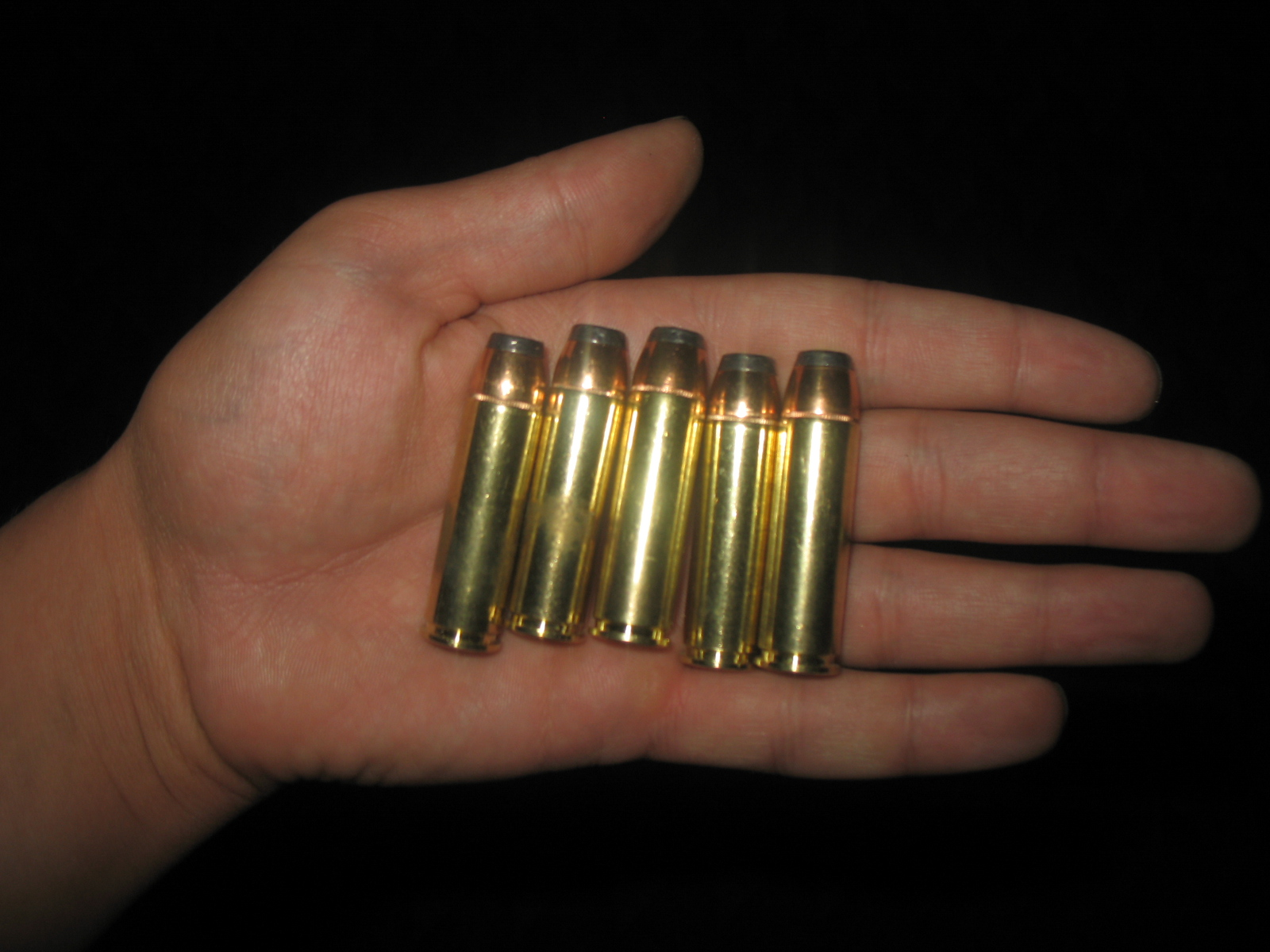
Набої .500 S&W Magnum
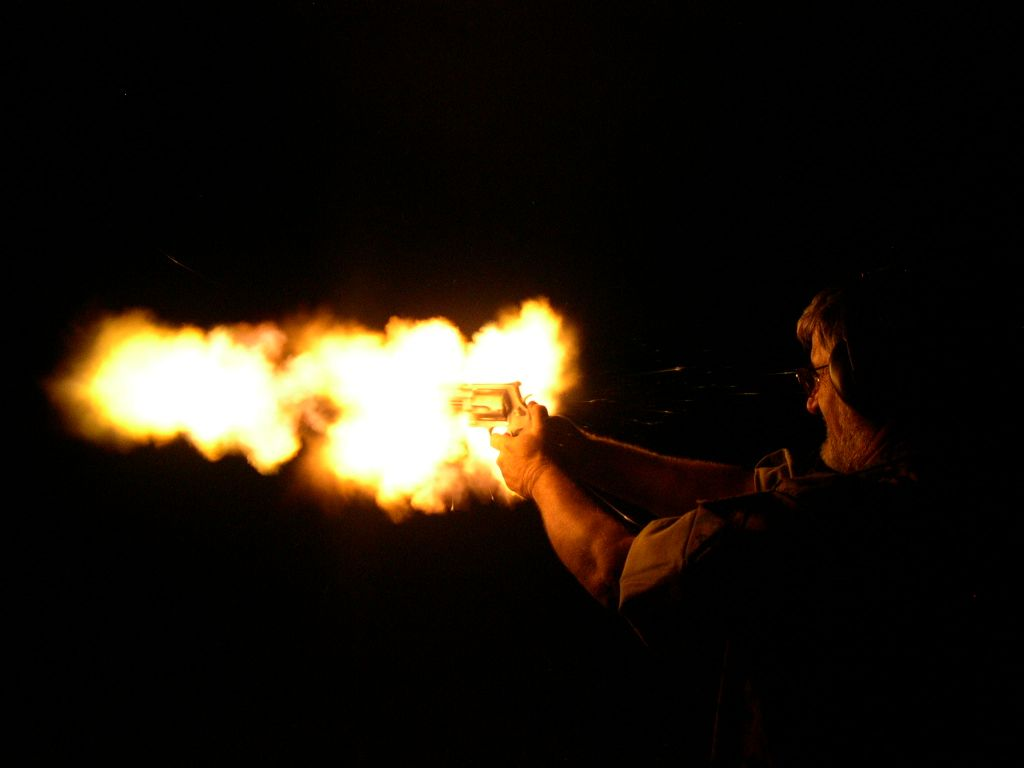
Постріл вночі
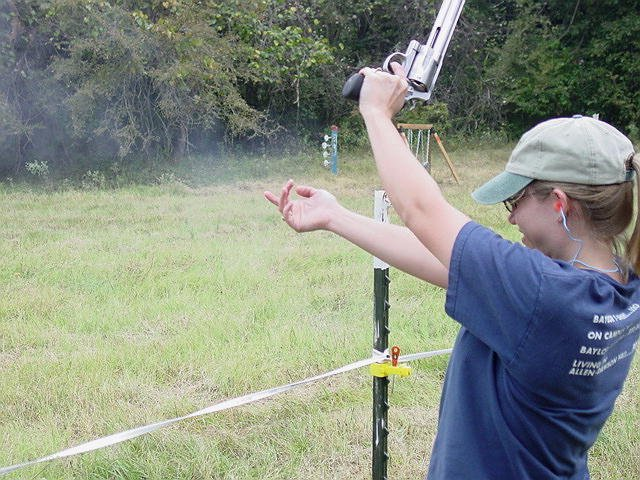
Віддача
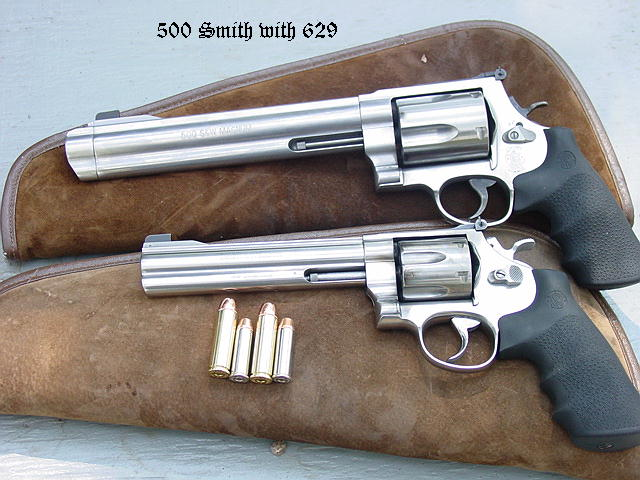
Smith & Wesson Model 500 (вгорі) у порівнянні з Smith & Wesson Model 629